# 프랫밭쥐
프랫밭쥐(Eothenomys chinensis)는 비단털쥐과에 속하는 설치류의 일종이다. 중국 쓰촨성 어메이 산의 토착종이다. 일반명은 1891년에 빅토리아 시대 박물학자 프랫(Antwerp Edgar Pratt)의 이름을 따서 지었다.